# Bendona, Lingsugur
Bendona là một làng thuộc tehsil Lingsugur, huyện Raichur, bang Karnataka, Ấn Độ.